# Forte romano de Castleshaw
A Fortaleza Romana de Castleshaw foi um castro (acampamento) na província romana da Britânia. Acredita-se que o forte localiza-se sobre o assentamento Brigante de Rigoduno, embora não haja evidências para comprovar tal fato. As ruínas da fortaleza estão localizadas em Castle Hill, ao leste do Vale de Castleshaw, ao sopé de Standedge, porém ainda sobre o vale. A colina fica à beira de Castleshaw em Grande Manchester. A fortaleza foi construída em 79. mas foi abandonada próximo ao ano 90. Foi, então, substituída por um forte menor, construído no ano 105, civis passaram a ocupar os arredores desse. Ele pode ter servido como centro logístico e administrativo, mas foi abandonado durante os anos 120.
O local foi sujeito a investigações antiquárias e arqueologia desde o século XVIII, o assentamento civil, por sua vez não foi descoberto até os anos 1990. A fortaleza, o forte e o assentamento civil são todos protegidos como Scheduled Ancient Monument, sendo assim reconhecida como um sítio arqueológico ou edificação nacionalmente importante e protegendo-a, assim, contra reformas não autorizadas.

## Localização

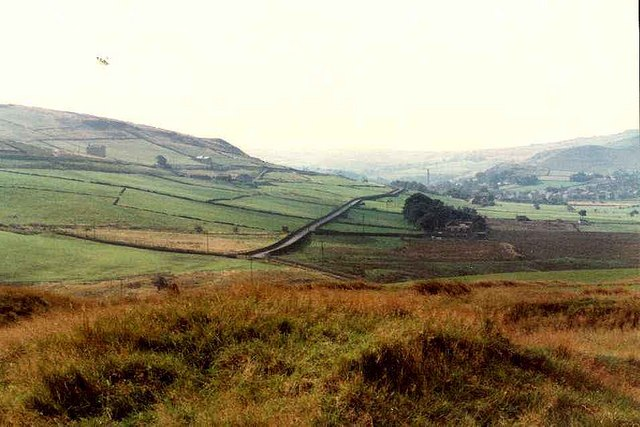
Vista da Fortaleza Romana de Castleshaw para o norte

A fortaleza e o forte de Castleshaw estão situados em uma estepe de Xisto de Grindslow, na parte leste do vale de Castleshaw, abaixo de Standedge, parte do cume de Pennine ao norte da Inglaterra. Do local é possível enxergar claramente todo o vale, embora ele esteja na penumbra graças às encostas em ambos os lados. O local é remoto, exposto e se situa ao longo da estrada romana que leva de Deva Vitoriosa (Céstria) até Eboraco (Iorque). A estrada cruza os Peninos de Standedge, onde a área se diminui e estreita, criando uma pequena passagem que teria sido guardada pela fortaleza de Castleshaw. As fortalezas mais próximas são: Mamúcio (Manchester) a uma distância de 16 km para o Oeste e a de Slack a 13 km para o Leste, ambas na estrada romana. Existia também a possibilidade de um forte ou estação sinalizadora em Worlow, entre Slack e Castleshaw. O forte se encontra no mesmo lugar da fortaleza. (Predefinição:Gbmapping).

## História

### Período Romano
A fortaleza de Castleshaw, construída de relva e madeira, foi erguida por volta do ano 79 e vigiava a estrada romana que levava de Eboraco até Deva Vitoriosa. Devido a sua proteção pelo Scheduled Ancient Monument, não foi possível escavar a fortaleza, contudo, trincheiras previamente feitas demonstraram que a fortaleza teve duas fases em sua construção. É conhecida a localização do celeiro, estábulos, princípio, pretório e seis prédios estreitos que provavelmente serviam como oficinas ou despensas. A fortaleza era pequena e provavelmente abrigava por volta de 500 soldados de um batalhão de auxiliares. Ela deixou de ser usada em meados dos anos 90. Embora as defesas da fortaleza pudessem cair em mãos inimigas ou serem utilizadas contra Roma, ela foi desprezada.
A fortaleza foi substituída por um forte em 105 também construído sendo utilizado relva e madeira. Embora tenha sido construído no mesmo local que a fortaleza, as mesmas fundações não foram utilizadas. Houve duas fases de construção e a segunda, datada em 120 apresentou portões, um forno, um poço, um celeiro, um hipocausto, uma oficina, um quartel, a casa do comandante, um pátio e possivelmente uma latrina. O quartel foi construído para acomodar 48 soldados com equipe administrativa e oficiais. A guarnição do forte teria acomodado menos de 100. A primeira fase foi colocada ao longo das primeiras linhas que a segunda fase. As defesas do forte - como qual a maioria dos outros fortes - foram construídas para resistir ataques de bandidos ou aguentar um ataque inimigo até reforços do exército principal pudessem chegar. Um assentamento civil, ou vico, cresceu ao redor do forte no início do século II. Provavelmente abrigou aqueles que se beneficiavam pela troca com a guarnição. Como é improvável que uma guarnição com menos de 100 soldados pudessem sustentar um vico foi sugerido que o forte era comissionado, sendo um centro administrativo e logístico, parte do Exército romano. Com soldados chegando regularmente para coletar ordens e impostos um vico poderia ter sido suportado. O forte caiu em desuso em meados dos anos 120. A fortaleza e o forte de Castleshaw foram substituídos pelos fortes vizinhos em Manchester e Slack. O vico foi abandonado na mesma época que o forte, caindo em desuso.
De acordo com Ptolomeu, havia uma pólis chamada Rigoduno, pertencente aos Brigantes próxima à posição de Castleshaw. Rigoduno significa "forte real". Embora tenha sido sugerido que Castleshaw é a localização de um assentamento brigante, não há evidencias para comprovar isso. Estampas em dois tégulas, produzidas pela teleria romana na floresta de Grimescar perto de Huddersfield, sugerem que o forte era abastecido pelo III Regimento de Brácaro Augustanos (Bracaraugustanorum) de Panônia, talvez até guarnecido por eles em certo ponto. Estampas similares foram encontradas em fortes em Manchester, Slack e Ebchester, indicando uma ligações entre esses fortes.

### Período pós-Romano

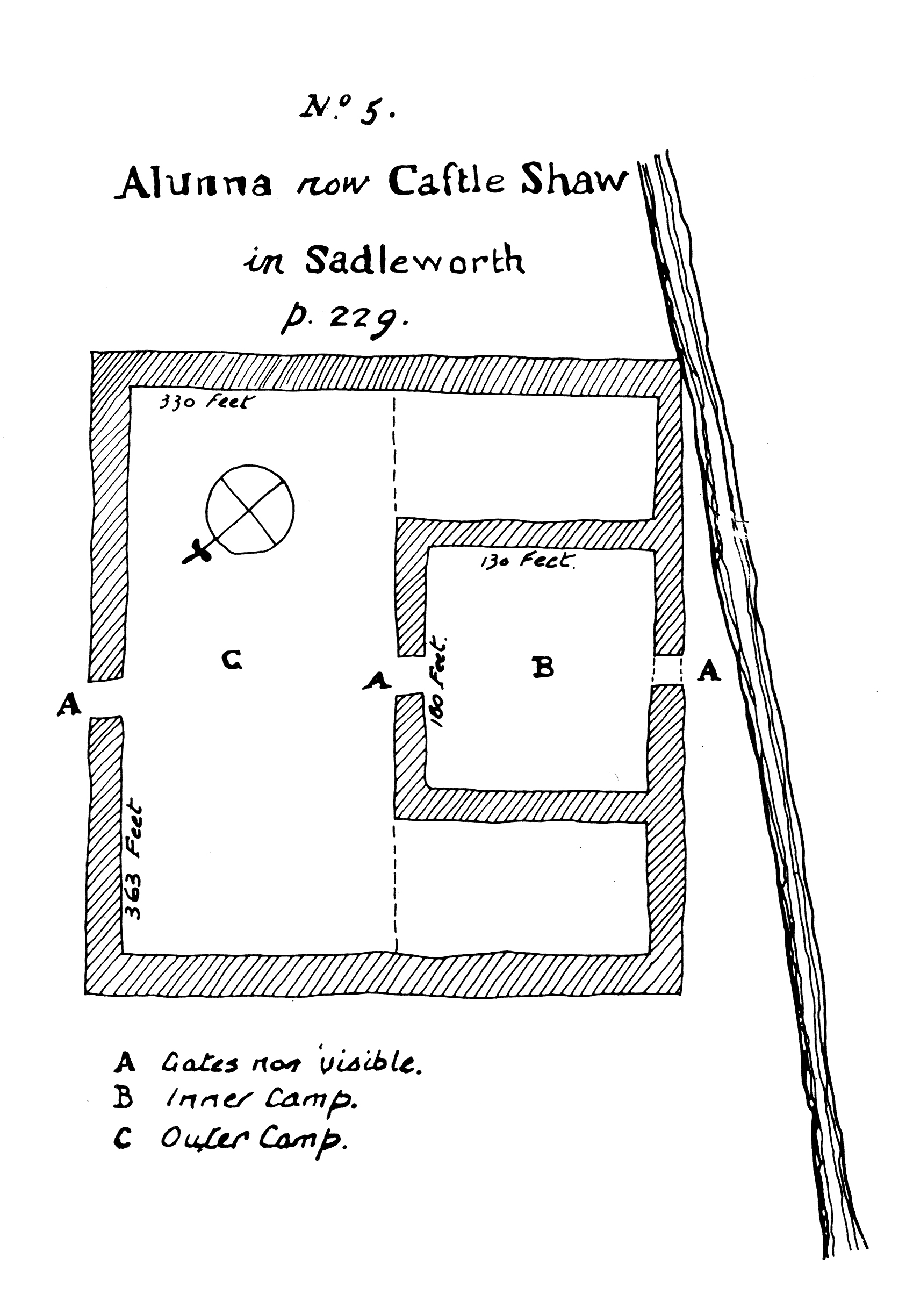
A planta de Castleshaw, desenhada por Thomas Percival em 1752, mostrando a fortaleza e o posterior forte

Após ter sido abandonada pelos romanos, Castleshaw foi redescoberta pelo antiquário Thomas Percival em 1752. As ruínas estavam em condições boas o suficiente para ele desenhar uma planta. Ele comentou que "estava contente em encontrar um duplo acampamento Romano". Ele também notou que a estrada romana que liga Manchester até os Peninos a leste era "a melhor ruína de uma estrada romana na Inglaterra que eu já vi". O local sofreu dano de aração nos séculos XVIII e XIX pelo fato de estar situado em uma das áreas mais irrigadas do vale. Em 1897 um antiquário e poeta local, Ammon Wrigley, escavou diversas trincheiras no local. Ele não registrou os resultados de sua escavação e escavações não registradas continuaram até 1907. Em 1907 foram organizadas escavações e pesquisas que continuaram até 1908 sobre a supervisão de Francis Bruton que recentemente estava envolvido com a escavação de Mamúcio.
Sob a supervisão da Universidade de Manchester, posteriores escavações foram realizadas no local em 1957-61 e 1963-64. Entre 1984 e 1988 a unidade arqueológica de Grande Manchester realizou escavações e restaurações do sítio. Um grupo liderado pelo professor Barri Jones, um especialista na Britânia romana, foi organizado para coordenar o trabalho. North West Water, em seguida os donos do local se certificaram que a área não seria utilizada para agricultura. Em uma tentativa de fazer o sitio acessível para o público as redondezas da fortaleza e do forte foram marcadas em pequenos montes e um centro educacional foi construído nas proximidades. A área ao redor da fortaleza foi investigada pela primeira vez em 1995-96; arqueologistas estavam procurando por um assentamento civil ou vico associado com a fortaleza. Pesquisas revelaram um assentamento triangular ao sul do forte. O vico é listado como um Scheduled Ancient Monument juntamente da fortaleza e do forte.

## Panorama do terreno

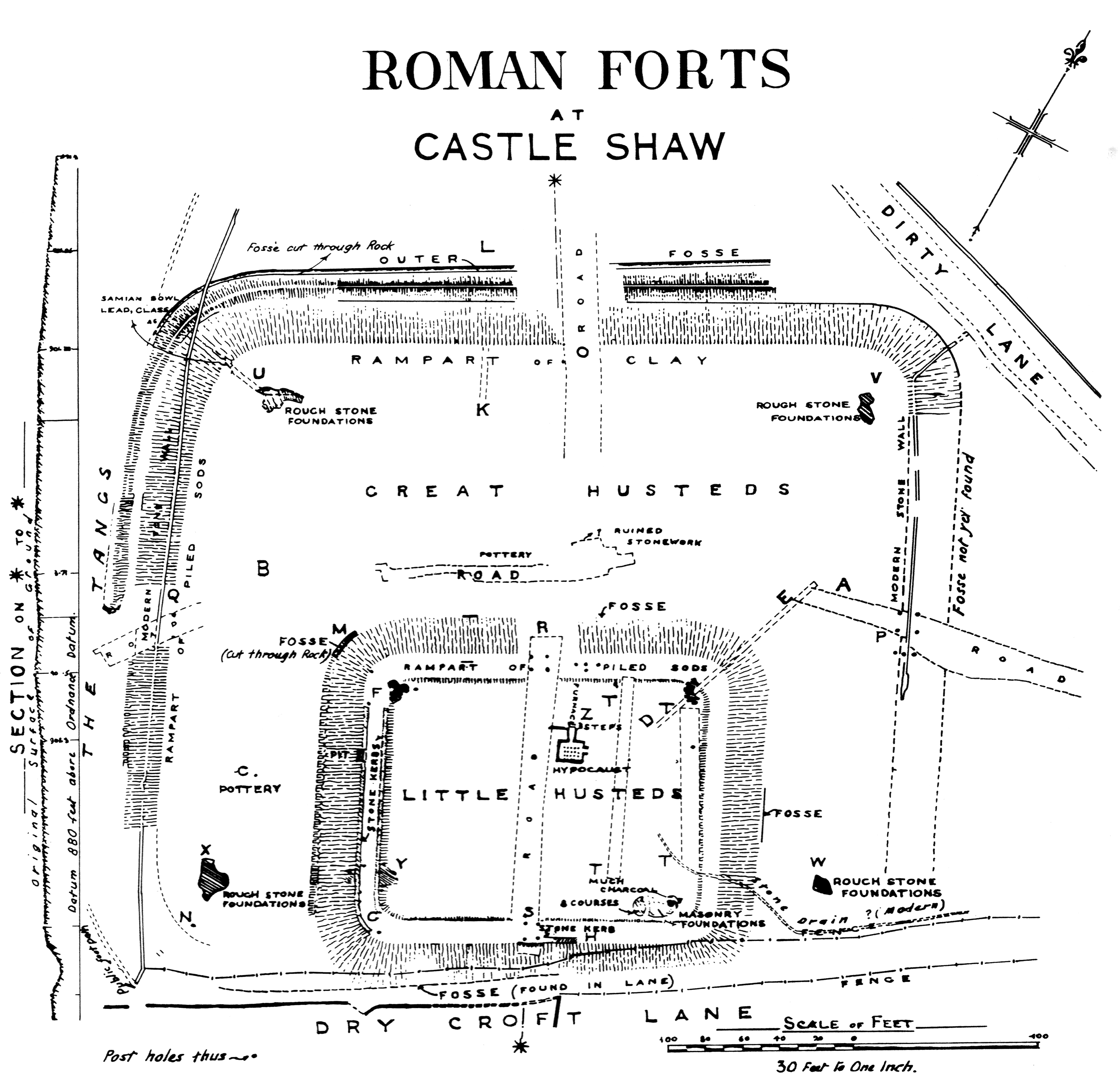
Uma planta de Castleshaw desenhada por Francis Bruton em 1908 mostrando a fortaleza e o posterior forte em detalhes.

A fortaleza era retangular tinha lados de 115 metros e 100 metros, ocupando uma área de aproximadamente 1.2 hectares. O forte foi construído ao sul da fortaleza, tornando difícil descobrir o que se encontrava embaixo. Foi possível, contudo, perceber que quarteis foram construídos no lado leste do forte, um celeiro ao norte e a princípia e o pretório ao sudoeste.
O forte era retangular com lados de 50 metros por 40 metros e ocupava uma área de 1950 metros quadrados. Acreditava-se originalmente que era rodeado por um único duto Púnico, mas investigações revelaram que havia dois dutos Púnicos separados por um acostamento de terra de 2 metros. O duto interno tinha 3,9 metros de largura e 0,9 metros de profundidade. Um duto púnico é um duto defensivo em formato de v com um lado muito mais íngreme que o outro. Os dutos ao redor do forte tinham as laterais externas com 27 graus de inclinação e as internas com 69 graus. O baluarte atrás dos dutos subia apenas 0,5 metros em seu ponto mais alto. Foi construída com relva em cima de argila arenosa com fundação de cascalho. Não se sabe se havia torres nos cantos do forte. Havia dois portões, um ao norte e outro ao sul.
Um assentamento civil se localizava ao sul das defesas do forte. A extensão do vico é incerta, mas testes indicaram que provavelmente se estendia por 12 metros de leste a oeste e entre 25 ou 35 metros para o sul.